# Berat (povelja)
Berat (tur. < arap. barā’t: pismo), povelja, darovnica, dekret kojom sultan daruje ili dodjeljuje nekome zemlju ili drugi posjed, ili povjerava, uz plaću, neku dužnost (službeničko mjesto) ili se daje neko odličje. Po svojoj vanjskoj formi i načinu pisanja, berat ima različite oblike, što ovisi o osobi kojoj se upućuje. Berat su mogli ponekad izdavati i beglerbezi. Kada bi na vlast došao novi sultan, svi berati su se morali obnoviti.
Sadržaj berat bili su naziv povjerene službe, njezino mjesto, prihod ili nagrada za nju, ime i prezime osobe kojoj se berat izdaje, povod kojim je izdan berat, dužnost posjednika berata, možebitno i položaj mu kao vojnog zapovjednika i njegov čin. Carska tugra ili beglerbegova penča stavljana je na berat.